# 안젤로 폴리치아노
안젤로 폴리치아노(Angelo Poliziano, 1454년 ~ 1494년)는 이탈리아 시인으로 본명은 안젤로 암브로지니(Angelo Ambrogini)이다. 시에나 근교의 몬테풀차노에서 태어났다. 아호는 지명에서 딴 것이다. 피렌체 대학에서 수학한 후 그 대학의 교수로 있다가 그 곳에서 별세하였다. 주저 <마상시합의 노래>(1476)는 불과 1400행 미만으로 중단되었으나 고전으로부터의 인용을 아름답게 수놓아 청신한 맛이 넘치는 그림 병풍과 같아 보티첼리(이탈리아 화가, 1444-1510)는 이 시에 의해 걸작 <봄>을 그렸다 한다. 1480년, 단지 2일 만에 완성했다는 <오르페오의 이야기>는 속어를 사용한, 성극이 아닌, 시극의 최초의 것으로 중요하다. 또한 단편이기는 하나 그의 <무가> 가운데의 수편은 고전학자로서의 흔적을 띠지 않으면서 경쾌한 운율로 아쉬운 청춘을 한탄한 작품이다. 이 작품으로 14세기 최고의 이탈리아 시인으로서 추앙을 받고 있다. 그 밖에 라틴어의 저작도 적지 않다.